# Catarina Furtado

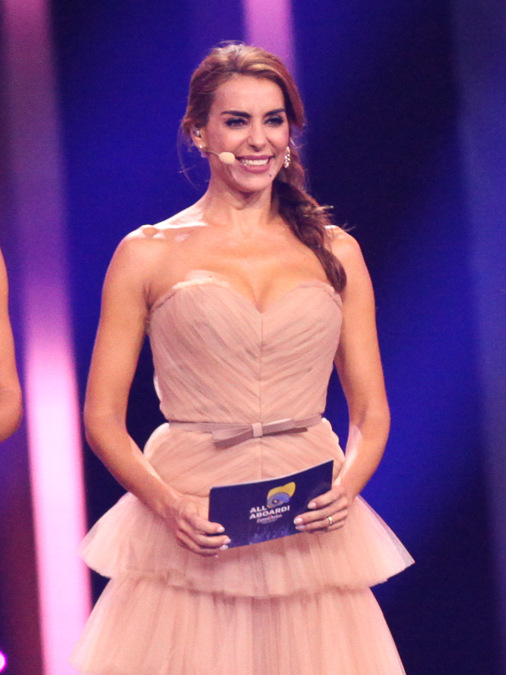
Catarina Furtado, als Moderatorin des ESC 2018

Catarina Cardoso Garcia da Fonseca Furtado (* 25. August 1972 in Lissabon) ist eine portugiesische Fernsehmoderatorin und Schauspielerin.

## Leben

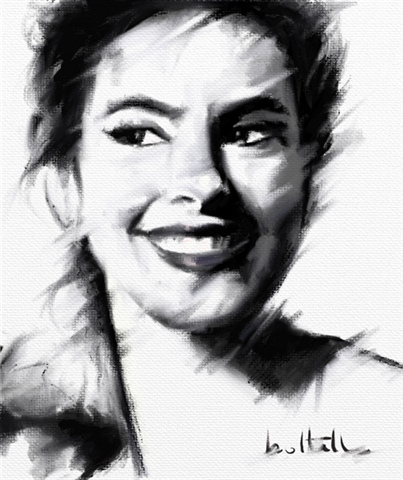
Catarina Furtado (Gemälde von Carlos Botelho)

Catarina Furtado studierte in Lissabon Tanz am Nationalkonservatorium (bis 1990) und Journalismus am CENJOR (Centro de Formação Protocolar para Jornalistas). Von 1995 bis 1997 besuchte sie die  London International School of Acting.
Ihre erste Schauspielarbeit im Film war eine kleine Nebenrolle für Manoel de Oliveira, danach spielte sie in einigen Kurzfilmen und für Nachwuchsregisseure. Sie wirkt immer wieder als Schauspielerin in ganz verschieden angelegten Rollen, auch in publikumswirksameren Filmen (Pesadelo Cor de Rosa, Fátima, Maria e as outras). Mit der portugiesisch-italienischen Fernseh-Produktion Fátima wurde sie erstmals einem größeren Publikum als Schauspielerin bekannt. Das atmosphärische Melodram ist rund um die Marienerscheinung von Fátima 1917 angelegt, und Catarina Furtado hatte hier die einzige weibliche Hauptrolle neben Joaquim de Almeida, Diogo Infante und Omero Antonutti. Doch bekannt wurde sie in erster Linie durch das Fernsehen.
Schon 1991 moderierte sie die Musiksendung Top+ bei RTP1, und 1992 MTV-Portugal für die SIC. 1993 moderierte sie die Talentshow Chuva de Estrelas (dt. etwa: „Es regnet Sterne“) und wurde damit populär. Seither moderierte sie eine Vielzahl an Galasendungen, Castingshows und Reportagen, und führte Fernseh-Interviews mit internationalen Stars. Auch in verschiedenen Telenovelas spielte sie mit, in Gastrollen und Hauptrollen gleichermaßen, ebenso in der Fernseh-Krimireihe Cidade Despida („Entkleidete Stadt“).
Sie moderierte die beiden ersten Staffeln der erfolgreichen Endemol-Produktion „Operação Triunfo“, einer Gesangscastingshow, deren dritten Staffel sie auf Grund ihrer zwei aufeinander folgenden Schwangerschaften 2006/2007 nicht mehr moderierte. Sie ist verheiratet mit dem Schauspieler João Reis und hat eine Tochter und einen Sohn mit ihm.
Sie ist UN-Sonderbotschafterin für den Bevölkerungsfonds der Vereinten Nationen und trat in dieser Funktion erstmals 1999 in der Öffentlichkeit auf.
Vom 8. bis zum 12. Mai 2018 moderierte sie den Eurovision Song Contest 2018, gemeinsam mit Filomena Cautela, Sílvia Alberto und Daniela Ruah.

## Rezeption
Catarina Furtado ist außerordentlich bekannt und auch recht beliebt in Portugal, wegen ihres blendenden Aussehens und ihrer fröhlichen Art. Bekannt geworden ist sie dabei mit eher einfacher, massenwirksamer Fernsehkost, doch ist sie auch sozial engagiert. So war es ihr Engagement für eine portugiesische, in Familienhilfe und Familienplanung engagierte Nichtregierungsorganisation, durch die sie von der UN als Sonderbotschafterin berufen wurde. In dieser Rolle zeigt sie ernsthaftes Engagement. Mehrfach moderierte sie entsprechende Sendungen, etwa die verschiedenen Reportagereihen Príncipes do Nada („Prinzen des Nichts“) über Freiwilligendienste und zivilem Engagement in afrikanischen Ländern, für deren Titelmusik sie den Text schrieb (interpretiert von Lúcia Moniz).
Sie ist nie durch Skandale oder persönliche Eskapaden aufgefallen, und außerhalb ihrer Arbeit ist sie nicht sehr präsent im Jetset. Dazu hat sie auch eine intellektuell ein wenig anspruchsvollere Seite, die nicht oft publiziert wird. So hat sie bewusst ein Haus neben der Wohnstätte des Schriftstellers Camilo Castelo Branco (1825–1890) gekauft, im nordportugiesischen São Miguel de Seide, und gelegentlich auch Filme etwas höheren Anspruchs gedreht, für Pesadelo Cor de Rosa etwa gab es 1998 auch Kritikerlob, und Animal von 2005 ist einer der anspruchsvollste Filme, an denen sie bisher mitgewirkt hat. Doch ihr Image wird unbestritten bestimmt von der leichten Muse, mit Filmen wie Fátima, und vor allem von ihrer glamourösen Fernseharbeit.

## Filmografie (Auswahl)
- 1990: Non oder Der vergängliche Ruhm der Herrschaft (‚Non‘, ou A Vã Glória de Mandar, Regie: Manoel de Oliveira)
- 1994: O Assassino da Voz Meiga (Kurzfilm, Regie: Artur Ribeiro)
- 1997: Drinking & Bleeding (Kurzfilm, Regie: Leonard Whybrow)
- 1995: Amor & Alquimia (Kurzfilm, Regie: Fernando Fragata)
- 1997: Killing Time (Kurzfilm, Regie: Alexander Finbow)
- 1997: Fátima (Fernsehfilm, Regie: Fabrizio Costa)
- 1998: Siamese Cop (Regie: Paul Morris)
- 1998: Longe da Vista (Regie: João Mário Grilo)
- 1998: Pesadelo Cor de Rosa (Regie: Fernando Fragata)
- 1999: O Anjo da Guarda (Regie: Margarida Gil)
- 2000: A Noiva (Fernsehfilm, Regie: Luís Galvão Teles)
- 2004: Maria e as Outras (Regie: José de Sá Caetano)
- 2005: Animal (Regie: Roselyne Bosch)
- 2013: À Espera (Kurzfilm, Regie: Eduardo Durão)
- 2018: Linhas de Sangue (Regie: Sérgio Graciano, Manuel Pureza)

## Fernsehen

### RTP
- 1991–1992: Top +
- 2003–2010: Natal dos Hospitais
- 2003: Operação Triunfo
- 2005: Pequenos em Grande
- 2005: A Ferreirinha
- 2006–2007: Dança Comigo
- 2005–2006: Príncipes do Nada
- 2008: A Minha Geração
- 2008–2012: Liberdade 21
- 2009: Dá-me Música
- 2010: Cidade Despida
- 2011: Quem tramou Peter Pan
- 2011:  A Voz de Portuga
- 2011: Príncipes do Nada
- 2014: Os Filhos do Rock

### SIC
- 1992: MTV – Portugal
- 1993: Chuva de Estrelas
- 1994: Caça ao Tesouro
- 1995: Uma Noite de Sonho
- 1997–1999: SIC No País do Natal
- 1999: Pequenos e Terríveis
- 2000: Uma Aventura
- 2001: Ganância
- 2001: O Lampião da Estrela
- 2002: Catarina.com

Regelmäßige Moderationen:
- Gala „Globos de Ouro“
- „As Mais Belas Canções de Natal“ (Weihnachtssendung)
- Gala „Portugal Fashion“